# Alpha (Minnesota)
Alpha es una ciudad ubicada en el condado de Jackson en el estado estadounidense de Minnesota. En el Censo de 2010 tenía una población de 116 habitantes y una densidad poblacional de 260,39 personas por km².

## Geografía
Alpha se encuentra ubicada en las coordenadas 43°38′22″N 94°52′19″O / 43.63944, -94.87194. Según la Oficina del Censo de los Estados Unidos, Alpha tiene una superficie total de 0.45 km², de la cual 0.45 km² corresponden a tierra firme y (0%) 0 km² es agua.

## Demografía
Según el censo de 2010, había 116 personas residiendo en Alpha. La densidad de población era de 260,39 hab./km². De los 116 habitantes, Alpha estaba compuesto por el 93.97% blancos, el 0% eran afroamericanos, el 0% eran amerindios, el 2.59% eran asiáticos, el 0% eran isleños del Pacífico, el 0.86% eran de otras razas y el 2.59% pertenecían a dos o más razas. Del total de la población el 0.86% eran hispanos o latinos de cualquier raza.